# یوهان تروشه
یوهان تروشه (انگلیسی: Johann Truchet؛ زادهٔ ۱۶ اوت ۱۹۸۳) بازیکن فوتبال اهل فرانسه است.
از باشگاه‌هایی که در آن بازی کرده‌است می‌توان به باشگاه فوتبال استاد رنس، باشگاه فوتبال گنگام، و باشگاه فوتبال المپیک لیون اشاره کرد.